# Karcsi és a Nagy Üveglift
A Karcsi és a Nagy Üveglift a Karcsi és a csokoládégyár folytatása. E könyvet Roald Dahl írta.
Történet: Vonka úr, a gyár tulajdonosa, fölveszi Karcsi családját, hogy elvigye a csokoládégyárba. Egy balszerencsének köszönhetően kijutnak a világűrbe, ahol űrlényekkel vívnak csatát. Amikor visszaérnek a földre, meghívást kapnak az USA elnökétől a Fehér-Házba.

## Magyarul
- Karcsi és a nagy üveglift; ford. Borbás Mária, versford. Kiss Zsuzsa; Magyar Könyvklub, Bp., 1993